# Juhász István (színművész)
Juhász István (Eger, 1978. december 20. –) magyar színész.

## Életpályája
Gyermekkorától kezdve amatőr színjátszó csoportok tagja volt. 2001-ben vették fel a Színház- és Filmművészeti Főiskolára, ahol 2005-ben színész diplomát kapott. Utána a Vígszínház társulatának tagja volt 6 évadon keresztül, majd 2011-ben a szabadúszás mellett döntött.

## Színházi szerepei
A Színházi adattárban regisztrált bemutatóinak száma: 32.
- Nyikolaj Erdman: A mandátum (rendezte: Mohácsi János) / Zotyik Francievits Zarchin – Móricz Zsigmond Színház 2000
- Spiró György: Koccanás (rendezte: Zsámbéki Gábor) / Rendőr – Katona József Színház (Budapest) 2005
- Örkény István: Pisti a vérzivatarban (rendezte: Marton László ) /Férfi 2. – Vígszínház 2005
- Vaszilij Szigarjev: Plasztilin (rendezte: Forgács Péter) / több szerepben – Vígszínház 2005
- Molière: Tartuffe (rendezte: Vajda Róbert) / Tartuffe – Spinoza 2005
- Kálmán Imre: Csárdáskirálynő (rendezte: Alföldi Róbert) / Tábornok – Szegedi Szabadtéri Színpad 2005
- Friedrich Schiller: Stuart Mária (rendezte: Alföldi Róbert) /Davison – Vígszínház 2005
- Maurice Maeterlinck: Kék madár (rendezte: Zsótér Sándor) /Kutya és más szerepek – Vígszínház 2006
- Marius von Mayenburg: Haarmann (rendezte: Forgács Péter) / Wittkowsky – Vígszínház 2006
- Thomas Vinterberg – Mogens Rukov – Bo Hansen: Az ünnep (rendezte: Eszenyi Enikő) / Kim – Vígszínház 2006
- Gabriel García Márquez: Száz év magány (rendezte: Forgács Péter) / Aureliano Buendia -Vígszínház 2007
- William Shakespeare: Tévedések vígjátéka (rendezte: Eszenyi Enikő) / Rendőr – Vígszínház 2007
- William Shakespeare: Sok hűhó semmiért (rendezte: Eszenyi Enikő) / Bunkós – Vígszínház 2007
- Heinrich von Kleist: Amphitrion (rendezte: Forgács Péter)  / Mercur – Vígszínház 2007
- Molnár Ferenc: Játék a kastélyban (rendezte: Gábor Péter Yeti) / Almády – Sirály 2007
- Kálmán Imre: Marica grófnő (rendezte: Eszenyi Enikő)  / Vendég –  Szegedi Szabadtéri Színpad 2007
- Molière: Úrhatnám polgár (rendezte: Mácsai Pál) / Covielle – Vígszínház 2007
- Esterházy Péter: Rubens és a nem-euklideszi asszonyok (rendezte: Szikora János) / Bacchus – Vígszínház 2008
- Nyikolaj Vasziljevics Gogol: Holt lelkek (rendezte: Bodó Viktor) / Szobakevics – Szputnyik Hajózási Társaság, Színház- és Viselkedéskutató Intézet ö Labor 2008
- William Shakespeare: Szentivánéji álom (rendezte: Bodó Viktor) / Oroszlán, Pityu – Zsámbéki Színházi Bázis 2008
- Szputnyik – radar (rendezte: Bodó Viktor) / szereplő – Szputnyik Hajózási Társaság, Színház- és Viselkedéskutató Intézet ö Labor 2008
- Heinrich Böll: Katharina Blum elvesztett tisztessége (rendezte: Hegedűs D. Géza) / Moeding felügyelő – Vígszínház 2008
- Carlo Goldoni: Chioggiai csetepaté(rendezte: Forgács Péter) / Isidoro – Vígszínház 2009
- Dés László – Geszti Péter: A dzsungel könyve (rendezte: Hegedűs D. Géza) / Buldeo – Vígszínház 2009
- William Shakespeare: Othello (rendezte: Eszenyi Enikő) / II. képviselő, katona – Vígszínház 2009
- Molnár Ferenc: Egy, kettő, három (rendezte: Szabó Máté) / Fusz Antal – Vígszínház 2009
- Pedro Almodovár: Mindent anyámról (rendezte: Kamondi Zoltán) / Alex – Vígszínház 2010
- Presser – Sztevanovity – Horváth: A padlás (rendezte: Marton László) / Meglökő – Vígszínház 2010
- Presser – Varró – Teslár: Túl a Maszat-hegyen (rendezte: Néder Panni)  / Paca Cár, Bús Piros Vödör – Vígszínház 2010
- William Shakespeare: Rómeó és Júlia (rendezte: Eszenyi Enikő) / Gergő – Vígszínház 2011
- Jürgen Hofmann—Lengyel Menyhért: Lenni vagy nem lenni (rendező: Marton László)/ Müller – Vígszínház 2011
- Agatha Christie: Egérfogó (rendező: Szikora János) / Giles Ralston – Thália Színház 2011

## Filmjei
- Pokoli rokonok / Fejes László, 2025
- Drága örökösök – A visszatérés / Szerb nagykövet, 2024
- Valami madarak (2023)
- Keresztanyu 2022
- A Séf meg a többiek 2022
- Mellékhatás / Szijjas Jenő, 2020–2023
- Jófiúk / Nyomozó, 2019
- A mi kis falunk / Picúr, 2019
- Ízig-vérig / Főtörzs, 2019
- A tanár / Mirkó apja, 2019
- Tóth János / Vendég 2018
- Fapad / Csomagátvizsgáló 2014–2015
- Munkaügyek / járványügyis 2014
- A nyomozó (rendezte: Gigor Attila) / Schwartz szerepében, 2008
- Para (rendezte: Fazekas Péter) / Kopasz szerepében, 2008

## Weboldala
- juhaszistvan.net  Archiválva 2020. február 23-i dátummal a Wayback Machine-ben